# Código Zero
Código Zero es el nombre de una agrupación musical de rock mexicana, originaria de Tampico, que inicia su trayectoria en 1997

## Trayectoria
Código Zero se inició como agrupación en Tampico (Tamaulpas - México) en el año 1997, siendo uno de sus miembros fundadores el cantante y periodista Hervey Torres Fonseca. Fonseca se había interesado por la música desde temprana edad. En 1993 él concurrió a un recital de la agrupación argentina Enanitos Verdes, con quien más tarde compartirían escenario, evento que de alguna manera eso selló su destino.
Según Hervey "El nombre de la banda se me ocurrió a mi en la preparatoria, por una leyenda en una camisa que tenía escrito un texto en inglés, y un compañero de clase me lo leyó en español, y me gustó lo de Code Zero, traído al castellano".
Además de Hervey, el resto de los miembros fundadores del grupo fueron Salomón Castillo en el bajo, Marco Pang en la batería, Osvaldo López en la guitarra, y Carlos Zamudio en el teclado. También un miembro importante durante mucho tiempo fue Jorge Aragón en la batería y el primer mánager de Código Zero, Marcelo Contreras, figura emblemática del rock Tampiqueño. 
El primer concierto de la banda, fue en ciudad Madero en 1997.  
Luego de un tiempo de ensayos, grabaciones demo, cambio de formaciones y un disco producido por su cuenta, su primer trabajo oficial, ve la luz pública en 2010, bajo el nombre de "Elevador" . Este disco cuenta con la producción de Tonio Ruiz, uno de los mejores guitarristas de México vocalista de Qbo, y  guitarrista de Coda, considerada como la mejor banda de Hard Rock en el país.
La banda se desarrolla de manera independiente sin una compañía discográfica que los represente y valiéndose de su propio presupuesto. 
Al hacerse acreedores de la beca para jóvenes creadores del CONACULTA, dicho material discográfico es masterizado en DNA mastering, uno de los estudios más prestigiados en California, donde han trabajado artistas de la talla de Poison, Aerosmith, y Celine Dion entre otros. 
En 2014 Código Zero abrió el show del que participaría la banda argentina Enanitos Verdes, en el Auditorio Municipal Ciudad Madero con un lleno completo.
Para el nuevo material, grabado entre México, Buenos Aires y Madrid, cuentan con colaboraciones muy especiales, entre ellas las de Frank Díaz y Tino Fernández, integrantes del extinto grupo español Parchís, lo que supone también el regreso a los escenarios de las míticas fichas. Las grabaciones con los exintegrantes de Parchís dieron a la agrupación Código Zero mayor trascendencia fuera de México y además de los temas "He vuelto" e "Inténtalo" de su propia autoría, Hervey recreó junto a Tino y Frank en forma acústica, algunos clásicos de Parchís como "Ayúdale" y "Mi chica ideal".
Para complementar el lanzamiento del disco, la banda ha realizado dos videos, los cuales fueron filmados en Barcelona y en Tampico, bajo la dirección del director y fotógrafo español, Josep Pastor.
Paralelamente el cantante Hervey Torres ha grabado junto al músico uruguayo Gabriel carámbula el tema y video musical "Todo mal". 
En octubre de 2016 tocan en Monterrey junto a Daniel Sais (ex tecladista de Soda Stereo) y Caio Arancio miembros de la banda tributo Soda Eterno.
En abril de 2018 Código Zero ofreció un show en el estadio Arena Monterrey junto a la banda argentina tributo de Queen, Dios salve a la reina, en la que reunieron a 13.000 personas.
Código Zero a lo largo de los años ha compartido escenario con bandas como La Gusana Ciega, Allison, Enanitos Verdes, Coda, Qbo, División Minúscula, DLD y Soda Eterno, entre otros.
En febrero de 2020 en el medio de una gira de los exmiembros del grupo Parchís por México, Código Zero realizó un mini recital que contó con la presencia de Tino Fernández el cual recreó varios de los clásicos de Parchís como "Gloria", "Ayúdale" y "Hola amigos" entre otros temas.
Meses más tarde, exintegrantes de algunos de los grupos españoles más influyentes de los 80s, entre ellos Tino Fernández y Frank Díaz de Parchís, Nacho Gracía Vega de Nacha Pop y Rafa Gutiérrez de Hombres G, se reunieron junto a Código Zero con el fin de lograr recaudar fondos para paliar los efectos económicos de la crisis del Covid 19. De esa manera lanzaron el sencillo "Cuando pase la tormenta".

## Miembros
Código Zero ha tenido diferentes formaciones. La actual alineación de la banda, está integrada por el músico y periodista Hervey Torres Fonseca en voz y guitarra, Pako Gold en batería y coros, Mauricio López Schekaiban en bajo y coros y Osvaldo López Elizondo en guitarra. Otros miembros que formaron parte de la misma fueron Tomás Nicoliello en batería y Memo Andersen en bajo.
En la actualidad, el mánager de la banda es Ricky Lacoste.

## Estilo musical
La banda tiene una marcada tendencia hacia el hard rock con influencias también del pop aunque sin perder la esencia roquera, en especial en cuanto al matiz de las guitarras distorsionadas. Ha sido una banda que ha experimentado musicalmente a lo largo de los años con su propio material. El cantante Hervey Torres Fonseca se desarrolla dentro de la agrupación como escritor de sus propias letras.  La agrupación ha tenido influencias muy variadas que van desde los grupos del estilo hard rock y glam metal como Bon Jovi y Guns N' Roses entre otros,  al mismo tiempo que también por la agrupación argentina Fabulosos Cádillacs y músicos del estilo de Andrés Calamaro.

## Discografía seleccionada
| Discografía                          | Categoría | Año  |
| ------------------------------------ | --------- | ---- |
| "Código Zero"                        | álbum     |      |
| "Elevador"                           | álbum     | 2010 |
| "Destrúyeme"                         | sencillo  |      |
| Te extraño                           | sencillo  |      |
| Harto de buscar                      | sencillo  |      |
| Déjame encontrarte                   | sencillo  |      |
| Libérame                             | sencillo  |      |
| Todo mal (junto a Gabriel Carámbula) | sencillo  |      |
| "Cuando pase la tormenta"            | sencillo  | 2020 |